# 오베론

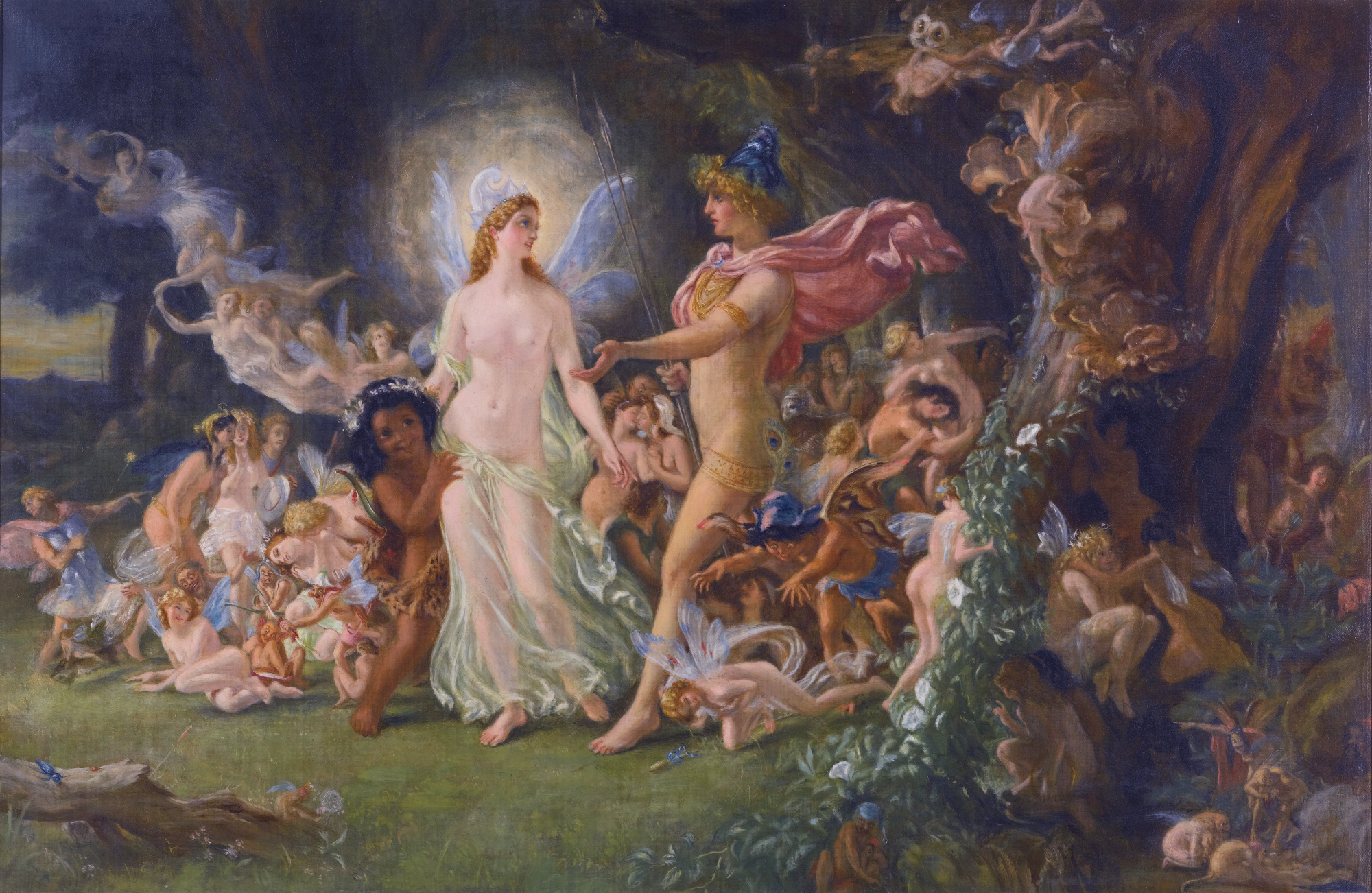
The Quarrel of Oberon and Titania (1846년)

오베론(Oberon)은 중세 및 르네상스 문학에 등장하는 요정의 왕이다. 윌리엄 셰익스피어 희곡인 한여름 밤의 꿈의 극중 인물로 잘 알려져 있다.

## 대중 문화 속 오베론
- 1787년 1월 11일, 윌리엄 허셜은 천왕성의 가장 바깥쪽의 주요 위성과 전반적으로 가장 큰 위성을 발견했다. 1852년, 그의 아들 존 허셜은 이들을 각각 오베론과 티타니아로 명명했다.
- 1830년, 식물학자 존 린들리는 난초과의 속씨식물을 오베로니아(Oberonia)로 명명했다.[1]
- 로저 젤라즈니의 앰버 연대기는 주인공 코윈의 잃어버린 아버지 오베론과 함께 시작한다.

## 같이 보기
- 한여름 밤의 꿈